# سویت اسپرینگز (ویرجینیای غربی)
سویت اسپرینگز (به انگلیسی: Sweet Springs) یک منطقهٔ مسکونی در ایالات متحده آمریکا است که در شهرستان مونرو، ویرجینیای غربی واقع شده‌است.